# Grins
 (décembre 2016).
Si vous disposez d'ouvrages ou d'articles de référence ou si vous connaissez des sites web de qualité traitant du thème abordé ici, merci de compléter l'article en donnant les références utiles à sa vérifiabilité et en les liant à la section « Notes et références ».
Grins est une commune autrichienne du district de Landeck dans le Tyrol.

## Géographie
Grins est situé dans la vallée de Stanzer, à l'extrémité ouest d'une terrasse au-dessus du bassin du Landeck , au-dessus de la rivière Sanna (au confluent de la Rosanna et de la Trisanna ). Le village groupé se trouve au pied du Parseierspitze, culminant à 3036 mètres d'altitude.

## Personnalités
- Jakob Auer (vers 1645-1706), sculpteur autrichien, est mort à Grins.